# Pârâul Rece, Belci
Pârâul Rece este un curs de apă, afluent al râului Belci. 